# Гоетия
Гоэтия (гоэтия, гоэция) (от др.-греч. γοητεία — «колдовство, ворожба, чары») — средневековая магическая традиция вызывания демонов и составления талисманов. Использование этого термина происходит от названия первой части «Малого ключа Соломона», «Ars Goetia».

## Истоки гоетии
Самые ранние рукописи «Лемегетона» относятся к XVII столетию. Однако, возможно, этот популярнейший сборник текстов по магии имеет более ранее происхождение. Корнелий Агриппа в своей работе «О неопределённости и суетности всех наук и искусств» (De incertitudine et vanitate omnium scientarum et atrium), изданной в 1531 году в Париже, упоминает три из пяти книг «Лемегетона»: Ars Almadel, Ars Notoria, и Ars Paulina. Этот перечень был повторён учеником Агриппы Иоганном Вейером в книге «Об обманах демонов» (De Praestigiis Daemonum) в 1563 году. А вслед за Вейером эти книги упоминает Реджинальд Скот в своём «Словаре колдовства» (Discouerie of Witchcraft), вышедшем в 1584 году. Очевидно, название «Лемегетон» является попыткой невежественного компилятора перевести на латинский язык название сборника — «Малый Ключ Соломона» (в отличие от более древнего «Большого Ключа Соломона»).
«Лемегетон» состоит из пяти частей: Goetia, Theurgia Goetia, Ars Almadel, Ars Paulina и Ars Notoria.

## Легендарные истоки гоетии
По легенде [какой?], царь Соломон заключил в медный кувшин 72 демона, запечатал его секретной печатью и бросил в глубокое озеро. Однако вавилонские жрецы достали сосуд и распечатали его (легенда говорит, что в поисках сокровищ), выпустив демонов обратно, однако они не забыли создать 72 великие печати, каждая из которых имела власть над соответствующим демоном. Им пришлось это сделать, поскольку Великая Печать Соломона была утеряна и не было возможности совместного управления духами кувшина. Считается, что 72 Великие Печати были вверены соответствующим Хранителям, на плечи которых легла обязанность следить за устойчивостью мира.

## «Гоетия»
«Гоетия» (Goetia) — содержит перечень 72 духов, а также описание магического круга, треугольника и основных орудий, которые использовал в своей магической практике легендарный царь и маг Соломон. Само слово «гоэтия» имеет греческое происхождение и означает волшебство, причем, как правило, «низшего», вредоносного толка. Этим она отличается от «теургии», которая означала «высшую» магию, направленную на общение с Богом. По своему содержанию гоетия очень напоминает каталог демонов из «Псевдомонархии демонов» (Pseudomonarchia daemonum), который дан в качестве приложения к книге Иоганна Вейера «De Praestigiis Daemonum» (1563). Своим источником Вейер называет некую рукопись, озаглавленную «Книга о служебных обязанностях духов, или Книга высказываний Empto (Императора) Соломона о князьях и царях демонов» (Liber officiorum spirituum, seu Liber dictus Empto. Salomonis, de principibus regibus daemoniorum). Вполне очевидно, что Вейер получил этот текст до 1563 года. В отличие от «Гоетии», в «Псевдомонархии» Вейера нет печатей демонов, а сами они призываются путём простых заклинаний, а не с помощью сложного ритуала. «Псевдомонархия» и «Гоетия» также различаются порядком следования духов, к тому же в «Гоетии» появляются четыре дополнительных духа (Vassago, Seere, Dantalion, и Andromalius), которых нет в тексте Вейера. Можно предположить, что, дорабатывая «Гоетию», неизвестный компилятор включил в неё также некоторые сведения из работ Реджинальда Скота, «Гептамерона» Петра де Абано, «Трёх Книг Оккультной Философии» Корнелия Агриппы.

## Теургия Гоетия
Теургия Гоетия (Theurgia Goetia) — продолжает описание духов, отчасти добрых, отчасти злых. Некоторые материалы этой книги очевидно заимствованы из первой книги «Стеганографии» (Steganographia) Иоганна Тритемия. Хотя большинство печатей духов, приведённых в «Гоетии Теургии», не приводятся в тексте Тритемия, некоторые совпадения всё же есть. Однако стоит заметить, что заклинания, которые даны у Тритемия, не соответствуют заклинаниям «Теургии Гоетии». Хотя «Стеганография» была написана Тритемием в 1500 году, издать её удалось лишь в 1608 году. Впрочем до этого она имела широкое хождение в виде рукописи.

## Арс Паулина
Арс Паулина (Ars Paulina) — повествует о духах ночных и дневных часов, о духах планет и зодиакальных знаков. Как считает Линн Торндайк («История магии и экспериментальной науки» 8 тт. 1923-56 гг.), название «Искусство Паулина» означает, что оно было получено апостолом Павлом (Paul), когда в Коринфе он был вознесён на третье небо и приобрёл там тайное знание. Текст также имеет некоторые совпадения со «Стеганографией» Тритемия (второй книгой) и «Магическим Архидоксом» Парацельса. Роберт Тернер (английский исследователь магии XVII века) упоминает, что видел в Национальной Библиотеке Лондона рукопись «Арс Паулина», относящуюся к XVII столетию.

## Арс Альмадель
Арс Альмадель (Ars Almadel) — описывает 20 старших духов, управляющих четырьмя мирами Вселенной. В 1608 году Иоганн Тритемий в длинном перечне книг по магии упоминает книгу «Альмадель», приписываемую царю Соломону. Роберт Тернер упоминает рукопись «Арс Альмадель» из Флоренции, относящуюся к XV веку. По мнению Иоганна Вейера, Альмаделем звали одного арабского мага.

## Арс Ноториа
Арс Ноториа (Ars Notoria) — содержит древние воззвания к Богу и молитвы, переполненные магическими именами. Очевидно, это самая старая книга «Лемегетона». Известно много её латинских рукописей, относящихся к XIII веку, а возможно, и ещё более раннему времени. По содержанию «Арс Ноториа» напоминает «Заклятую книгу Гонория, или Либер Юратус» (Liber Juratus), также относящуюся к XIII веку. Обращения, используемые в «Арс Ноториа» и «Либер Юратус», тесно связаны, и это позволяет предположить, что обе книги восходят к единой устной традиции. Стоит отметить, что «Арс Ноториа» включена не во все манускрипты «Лемегетона». В некоторых рукописях он содержит только первые четыре книги. Первое печатное издание «Арс Ноториа» впервые вышло на латыни в 1620 году в Лионе. А в 1657 году Роберт Тернер издал английский перевод этого текста.

## История публикаций Гоетии
В 1898 году отдельные части из «Гоетии», «Арс Паулина» и «Арс Альмадель» были изданы Артуром Уэйтом в его «Книге чёрной магии и договоров». Как пишет современный исследователь магических текстов Джозеф Петерсон, «к сожалению, книга Уэйта грешит большим количеством неточностей. Его транскрипция и рисунки не заслуживают доверия, а его переводы часто вводят в заблуждение и неточны. Создается впечатление, что Уэйт хотел представить самые худшие примеры, какие только можно было найти в магических текстах, чтобы подорвать доверие к ним» (Joseph Peterson, The Lesser Key of Solomon, 2001).
Полный текст «Лемегетона» впервые опубликован в 2001 году (Joseph Peterson, The Lesser Key of Solomon, 2001).
В 2018 г. вышел русско-язычный перевод под названием «Искусство Алмадель Соломона» (изд-во «Академия исследования культуры»).